# Илинден 1903 (възпоменателен медал)
„Илинден 1903“ (на македонска литературна норма: Споменица „Илинден 1903“) е възпоменателен медал на СФР Югославия, посветен на Илинденското въстание на ВМОРО от 1903 г.
Учреден е с указ № 24 от 6 юни 1950 година от Събранието на Социалистическа Република Македония.
Медалът е връчван на ветерани от въстанието, както и на цивилни лица, не взели пряко участие в него. Сред наградените с „Илинден 1903“ са Милтон Манаки (посмъртно) и други.
Медалът е изработен от сребро и тежка позлата с тегло 80 грама и размери 45 x 45 мм. На аверса е изобразен въстаник със знаме на преден фон и симетрично поставени четници от двете му страни. Знамето се прелива във венец, заобикалящ цялата композиция. Под въстаника е изобразен надписът „ИЛИНДЕН 1903“. Цялата композиция е разположена върху позлатената релефна ромбовидна пластина. На реверса, върху позлатен винт, в кръг е изписано името на производителя на медалите „IKOM ZAGREB“. Около винта има маркер за среброто и сериен номер на медала.
През 2006 г. e направен нов дизайн на медала. Той се връчва в Северна Македония като орден „Илинден 1903“.